# Keep Moving
Keep Moving – piąty album angielskiego zespołu ska - pop rockowego Madness. Został nagrany w 1984 roku dla wytwórni Stiff Records. Producentami płyty byli Clive Langer i Alan Winstanley. Album doszedł do 6 miejsca na brytyjskiej liście przebojów.
Wkrótce po nagraniu tego albumu odchodzi z zespołu Mike Barson (Monsieur Barso).
Wersja na USA, Kanadę i Hiszpanię różni się od wersji brytyjskiej zestawem piosenek. Utwory "Time for Tea" i "Waltz into Mischief" zastąpiono "Wings of a Dove" i "The Sun and the Rain" (w Europie ukazały się tylko na singlach).
W utworze "Victoria Gardens" gościnnie zaśpiewali znani z zespołu The Beat Ranking Roger i Dave Wakeling.

## Spis utworów
1. "Keep Moving"
2. "Michael Caine"
3. "Turning Blue"
4. "One Better Day"
5. "March of the Gherkins"
6. "Waltz into Mischief"
7. "Brand New Beat"
8. "Victoria Gardens"
9. "Samantha"
10. "Time for Tea"
11. "Prospects"
12. "Give Me a Reason"

## Single z albumu
- "One Better Day" (Styczeń 1984) UK # 17
- "Michael Caine" (Luty 1984) UK # 11

## Muzycy
- Graham McPherson (Suggs) – wokal
- Mike Barson (Monsieur Barso) – instrumenty klawiszowe, harmonijka ustna
- Chris Foreman (Chrissie Boy) – gitara
- Mark Bedford (Bedders) – gitara basowa
- Lee Thompson (Kix) – saksofony
- Dan Woodgate (Woody) – perkusja
- Cathal Smyth (Chas Smash) – drugi wokal, trąbka, śpiew (2, 8)
- Dave Wakeling – gościnny wokal w "Victoria Gardens"
- Ranking Roger – gościnny wokal w "Victoria Gardens"
- Afrodiziak – drugi wokal
- Luis Jardim – instrumenty perkusyjne